# Ozzie Smith
Osborne Earl Smith (ur. 26 grudnia 1954) – amerykański baseballista, który występował na pozycji łącznika przez 19 sezonów w Major League Baseball.

## Przebieg kariery
W czerwcu 1976 został wybrany w siódmej rundzie draftu przez Detroit Tigers, ale nie podpisał z tym klubem kontraktu, jednak rok później w kolejnym drafcie został wybrany przez San Diego Padres. W 1977 roku występował w klubie farmerskim tego zespołu w Walla Walla Padres, reprezentujący poziom Class-A Short Season. W MLB zadebiutował 7 kwietnia 1978 w meczu przeciwko San Francisco Giants. W sezonie 1978 w głosowaniu do nagrody National League Rookie of the Year Award zajął 2. miejsce za Bobem Hornerem z Atlanta Braves. W grudniu 1981 przeszedł w ramach wymiany do St. Louis Cardinals.
W sezonie 1982 wystąpił w World Series, w których Cardinals pokonali Milwaukee Brewers w siedmiu meczach. Po zwycięskich finałach zaproponowano mu nowy kontrakt, który gwarantował mu 1 milion dolarów rocznie. Dwa lata później ponownie wystąpił w World Series, gdzie Cardinals ulegli Kansas City Royals. W sezonie 1987 otrzymał największą liczbę głosów w wyborze do All-Star Game, a w kolejnych World Series Cardinals przegrali z Minnesota Twins 3–4. W tym samym roku w głosowaniu do nagrody MVP National League zajął 2. miejsce za Andre Dawsonem z Chicago Cubs. Pod koniec 1987 podpisał nowy, trzyletni kontrakt (miał otrzymywać 2 340 000 dolarów rocznie), stając się najlepiej opłacanym wówczas baseballistą w National League.
Karierę zakończył w 1996 roku. W 2002 został wybrany do Galerii Sław Baseballu.

## Nagrody i wyróżnienia
| Nagroda/wyróżnienie             | Lata                                                                                    | Źródło |
| MVP National League             | 1966                                                                                    | [ 3 ]  |
| 15× All-Star                    | 1981, 1982, 1983, 1984, 1985, 1986, 1987, 1988 1989, 1990, 1991, 1992, 1994, 1995, 1996 | [ 12 ] |
| 13× Gold Glove Award            | 1980–1992                                                                               | [ 13 ] |
| Silver Slugger Award            | 1987                                                                                    | [ 14 ] |
| Zwycięzca w World Series        | 1982                                                                                    | [ 6 ]  |
| Branch Rickey Award             | 1994                                                                                    | [ 15 ] |
| Roberto Clemente Award          | 1995                                                                                    | [ 16 ] |
| Lou Gehrig Memorial Award       | 1989                                                                                    | [ 17 ] |
| NLCS MVP                        | 1985                                                                                    | [ 18 ] |
| Baseball Hall of Fame           | od 2002                                                                                 | [ 11 ] |
| # 1 zastrzeżony przez Cardinals | 1996                                                                                    | [ 19 ] |